# 웨스트로디언

웨스트로디언

웨스트로디언(영어: West Lothian, 스코트어: Wast Lowden, 스코틀랜드 게일어: Lodainn an Iar)은 스코틀랜드의 의회 구역으로 행정 중심지는 리빙스턴이며 면적은 427km2, 인구는 175,000명(2010년 기준), 인구 밀도는 402명/km2이다. 에든버러, 스코티시보더스, 노스래너크셔, 사우스래너크셔, 폴커크와 접한다.